# SciShow
SciShow est une chaîne de vidéos scientifiques sur YouTube. La chaîne est principalement animée par Hank Green.
SciShow est une des chaînes lancées par le projet de Google intitulé  YouTube Original Channel Initiative.

## Animation et production

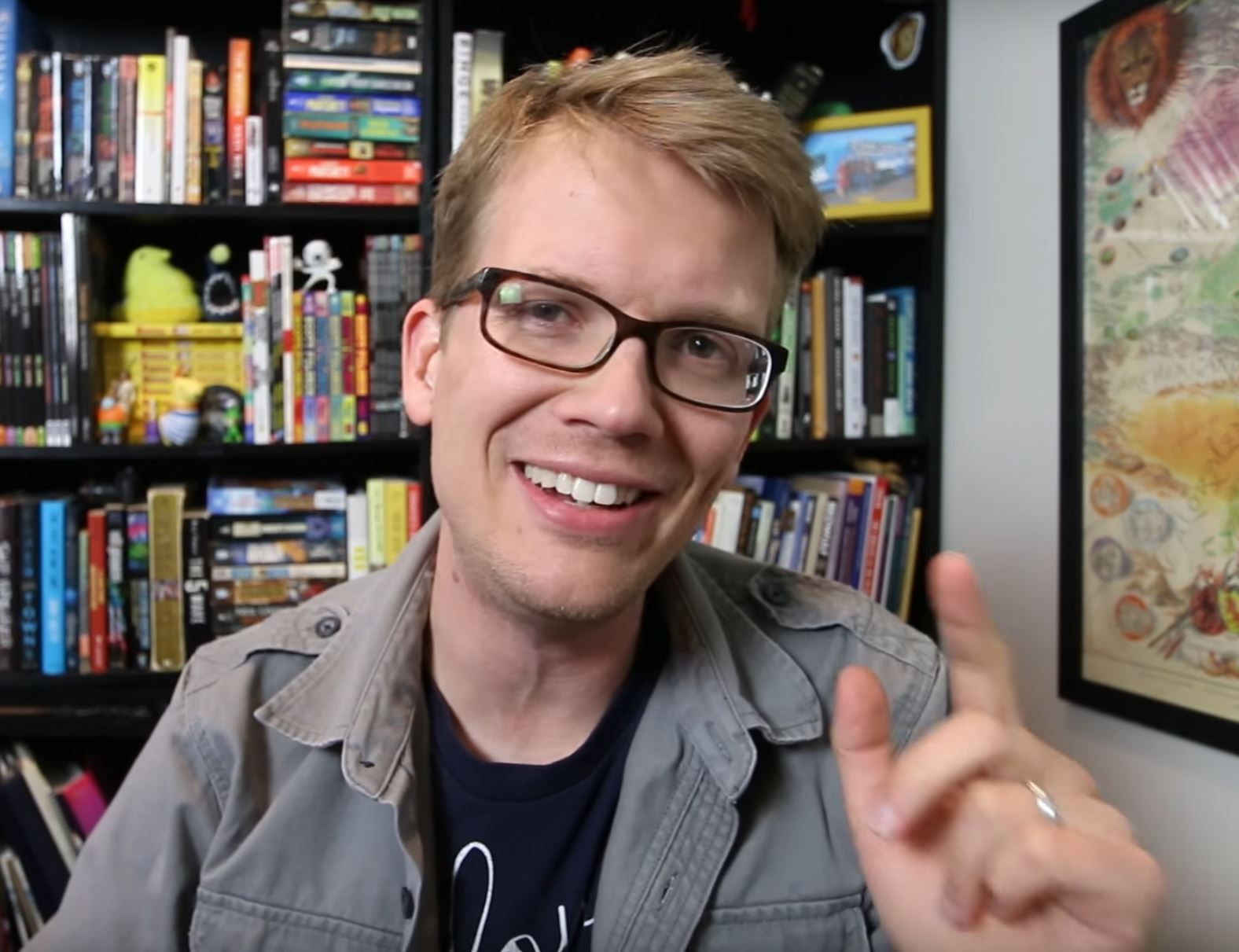
Hank Green, animateur de SciShow

Bien que Hank Green anime la majorité des épisodes, l'émission a des animateurs alternatifs ; Michael Aranda (en) fait partie de l'émission depuis sa création. Olivia Gordon de l'Insectarium de Missoula l'a rejoint en juin 2016. Cette dernière a quitté SciShow en août 2020 et a été remplacée par l'ethnobotaniste Rose Bear Don't Walk. Avant son déménagement à Chicago, Emily Graslie (en), de The Brain Scoop, a également animé occasionnellement la chaîne. Lindsey Doe (en), qui anime Sexplanations, une autre chaîne lancée par Green, a également été invitée. Stefan Chin, collaborateur de longue date de SciShow, est un animateur régulier depuis 2017.
SciShow Space a trois animateurs en rotation : Hank Green, Reid Reimers et Caitlin Hofmeister.
De même, SciShow Psych est animé à tour de rôle par Hank Green, Brit Garner et Anthony Brown.
SciShow Kids est principalement animé par Jessi Knudsen Castañeda, animatrice de AnimalWondersMontana.
SciShow s'est considérablement développée depuis son lancement en 2012. En 2014, elle employait déjà une équipe complète de rédaction, de production et d'exploitation.

## Promotion et financement
La chaîne a été lancée en tant que chaîne originale, ce qui signifie que YouTube la finançait. La subvention initiale de l'émission expirait en 2014, et en réponse, le 12 septembre 2013, SciShow a rejoint le site de financement par les téléspectateurs Subbable (en), créé en partie par Green,.
En 2014, la chaîne a décroché un contrat publicitaire national avec YouTube. La chaîne éducative a ainsi été présentée sur des plateformes telles que des panneaux d'affichage et des publicités télévisées. Hank Green confirme que ces publicités ont eu un effet positif sur SciShow : Mon Twitter a explosé, nos adeptes et nos abonnés ont explosé..
Après l'acquisition de Subbable par Patreon, la chaîne est passée sur Patreon où elle continue à recevoir un large soutien en échange de divers avantages. En 2017, SciShow comptait plus de cinq mille mécènes.

## Contenu
Plusieurs domaines scientifiques sont couverts par SciShow, notamment la chimie, la physique, la biologie, la zoologie, l'entomologie, la botanique, la météorologie, l'astronomie, la médecine, la psychologie, l'anthropologie et l'informatique. En avril 2020, SciShow avait produit plus de 2250 vidéos.
Une chaîne dérivée, SciShow Space, a été lancée en avril 2014 pour se spécialiser dans les sujets relatifs à l'espace. Une deuxième chaîne dérivée, SciShow Kids, a été lancée en mars 2015 pour se spécialiser dans la présentation de sujets scientifiques aux enfants. SciShow Kids a été mise en pause fin 2018, pour revenir en avril 2020,. Une troisième chaîne dérivée a été annoncée en février 2017, SciShow Psych, qui a débuté en mars 2017, spécialisée dans la psychologie et les neurosciences.

## Podcast
En novembre 2018, un podcast intitulé SciShow Tangents a été lancé en tant que coproduction avec les studios WNYC (en). Le podcast consiste en un panel où des collaborateurs de SciShow, Hank Green, Ceri Riley, Stefan Chin et Sam Schultz partagent des informations sur la science sur un thème hebdomadaire. Fin 2020, le podcast a cessé son association avec les studios WNYC, et continue en tant qu'entité produite de manière indépendante,,. Le podcast est une suite restructurée et réimaginée du podcast précédent, Holy Fucking Science (en), qui a été diffusé de janvier 2017 à mars 2018.

## Réception
SciShow ayant acquis une grande popularité, la chaîne a été présentée dans plusieurs médias,,,.
En octobre 2014, la chaîne a dépassé les deux millions d'abonnés, et les 210 millions de vidéos vues. En novembre 2020, la chaîne compte plus de 6,4 millions d'abonnés et plus de 1,3 milliard de vues totales.